# Troglohyphantes noricus
Troglohyphantes noricus är en spindelart som först beskrevs av Thaler och Polenec 1974.  Troglohyphantes noricus ingår i släktet Troglohyphantes och familjen täckvävarspindlar. Inga underarter finns listade i Catalogue of Life.